# Platysenta apameoides
Platysenta apameoides là một loài bướm đêm trong họ Noctuidae.